# Bistum Hakha
Das Bistum Hakha (lat.: Dioecesis Hakhanensis) ist eine in Myanmar gelegene römisch-katholische Diözese mit Sitz in Hakha.

## Geschichte
Das Bistum Hakha wurde am 21. November 1992 durch Papst Johannes Paul II. aus Gebietsabtretungen des Erzbistums Mandalay errichtet und diesem als Suffraganbistum unterstellt. Erster Bischof wurde Nicholas Mang Thang.
Am 22. Mai 2010 gab das Bistum Hakha Teile seines Territoriums zur Gründung des Bistums Kalay und am 25. Januar 2025 weitere Teile zur Gründung des Bistums Mindat ab.

## Bischöfe von Hakha
- Nicholas Mang Thang, 1992–2011, dann Koadjutorerzbischof von Mandalay
- Lucius Hre Kung, seit 2013